# Forging A Future Self
Forging a Future Self – pierwszy studyjny album melodic death metalowej grupy After the Burial, wydany w 2006 roku przez wytwórnię Corrosive Records.

## Lista utworów
1. "Pi (The Mercury God of Infinity)" - 2:10
2. "A Steady Decline" - 4:01
3. "Isolation Theory" - 2:42
4. "The Forfeit" - 4:34
5. "Fingers Like Daggers" - 3:14
6. "Forging a Future Self" - 3:30
7. "Warm Thoughts of Warfare" - 2:55
8. "Engulfed" - 3:51
9. "Redeeming the Wretched" - 3:15